# Guichenotia seorsiflora
Guichenotia seorsiflora är en malvaväxtart som beskrevs av C.F.Wilkins. Guichenotia seorsiflora ingår i släktet Guichenotia och familjen malvaväxter. Inga underarter finns listade i Catalogue of Life.